# Саянський міжгірський степ
Саянський міжгірський степ — екорегіон іноді називають «степовим островом», що є простором луків та чагарників, оточених гірськими лісами у Республіці Тува Південно-Центрального Сибіру, Росія. Обмежена горами Алтаю на заході, Саянами на півночі та Танну-Ола на півдні. Екорегіон є складовою біому помірні луки, савани і чагарники, Палеарктичної екозони. Має континентальний клімат. Головним чином розташовано вздовж верхньої течії Єнісею. Має площу 33 928 км².

## Розташування та опис
Екорегіон завдовжки понад 500 км розташований на північ від басейну озера Убсу, прямує переважно через середину республіки Тува, на північ від кордону між Росією та Монголією. Місцевість відносно рівнинна. Район оточено екорегіоном Гірські хвойні ліси Саян.

## Клімат
У регіоні субарктичний клімат (класифікація Коппена — Dfc). Цей клімат характеризується високою зміною температури, як щодня, так і сезонно; з довгими, холодними зимами та коротким, прохолодним літом, що триває всього три місяці. на терені випадає достатня кількість опадів (в середньому до 150 мм на рік) для підтримки зростання трави, осоки та деяких чагарників Середня температура в центрі екорегіону становить -27,5°С у січні та 17,5 °C у липні

## Флора і фауна
Екорегіон має як «справжні», так і «сухі степи» . Ґрунти, каштанові або піщані, з домінуючими видами рослин є ковила, Potentilla acaulis, Festuca ovina, Artemisia frigida.

## Заповідники
- Саяно-Шушенський біосферний заповідник
- Убсунурська улоговина